# Anakkavur
 (août 2019).
Anakkavur est une division administrative du district de Tiruvannamalai de l'État du Tamil Nadu, en Inde. Il a son siège dans la ville d'Anakkavoor ; la langue officielle parlée à Anakkavoor est le tamoul.